# Pochonia bulbillosa
Pochonia bulbillosa är en svampart som först beskrevs av W. Gams & Malla, och fick sitt nu gällande namn av Zare & W. Gams 2001. Pochonia bulbillosa ingår i släktet Pochonia och familjen Clavicipitaceae.   Inga underarter finns listade i Catalogue of Life.